# 赵墩站
赵墩站是一个陇海线上的铁路车站，位于江苏省邳州市赵墩乡，建于1923年，目前为四等站，邮政编码为221352。目前客运：办理旅客乘降；行李、包裹托运；货运：办理整车货物发到；危险货物仅办理农药、化肥发到。